# Karen Grassle
Karen Grassle (Berkeley (Californië), 25 februari 1942) is een Amerikaanse actrice, vooral bekend van haar rol als Caroline Ingalls in Het kleine huis op de prairie. 

## Jeugd en opleiding
Karen Grassle werd geboren op 25 februari 1942 in Berkeley, Californië, Verenigde Staten. Haar moeder was een restaurantmanager, en haar vader was manager bij een tankstation. Grassle ging in 1960 naar de Universiteit van Californië - Berkeley met de bedoeling om af te studeren in het vak Engels. Zij stapte over naar drama en haalde haar bachelor in 1964. Daarna kreeg ze een studiebeurs voor de Royal Academy of Dramatic Art in Londen en werd uiteindelijk hoofd van diens "Voice Department".

## Actrice
Haar eerste acteursjob in New York was in Gingham Tree. Zij liet zichzelf "Gabriel Tree" noemen. Onder deze alias, deed zij auditie voor de rol van moeder Caroline Ingalls in Het kleine huis op de prairie en versloeg hiervoor 47 andere kandidaten. Michael Landon overtuigde haar om haar geboortenaam weer aan te nemen.
De serie liep negen seizoenen, van 1974 tot 1983.

## Persoonlijk leven
Grassle was getrouwd met Leon Russom. In 1982 trad ze in het huwelijk met J. Alan Radford. Toen de serie (Het kleine huis op de prairie) stopte, verhuisde Grassle naar Louisville, Kentucky, waar ze actief bleef in het theater. Later zou Grassle medeoprichtster worden van Sante Fe’s Resource Theatre Company, waarbij zij ook dienstdeed als de artdirector. Uiteindelijk verhuisde Grassle terug naar Californië, waar ze, samen met haar geadopteerde dochter, ging wonen.